# گورستان سنت مارکس
گورستان سنت مارکس (انگلیسی: St. Marx Cemetery) در منطقه لندشتراسه، وین، اتریش قرار دارد.
این گورستان که مابین سال‌های ۱۷۸۴ تا ۱۸۷۴ میلادی مورد استفاده قرار میگرفته محل دفن افراد مطرحی همچون ولفگانگ آمادئوس موتسارت می‌باشد.

## مدفونان مطرح
- یوهان آلبرشتس‌برگر
- یوزفا باربارا آورنهامر
- آنتون دیابلی
- ولفگانگ آمادئوس موتسارت
- فرانتس فایفر
- یوزف اشتراوس
- فرانتس کساور سوسمایر (بدون نشان)
- الکساندر ایپسیلانتیس

## نگارخانه

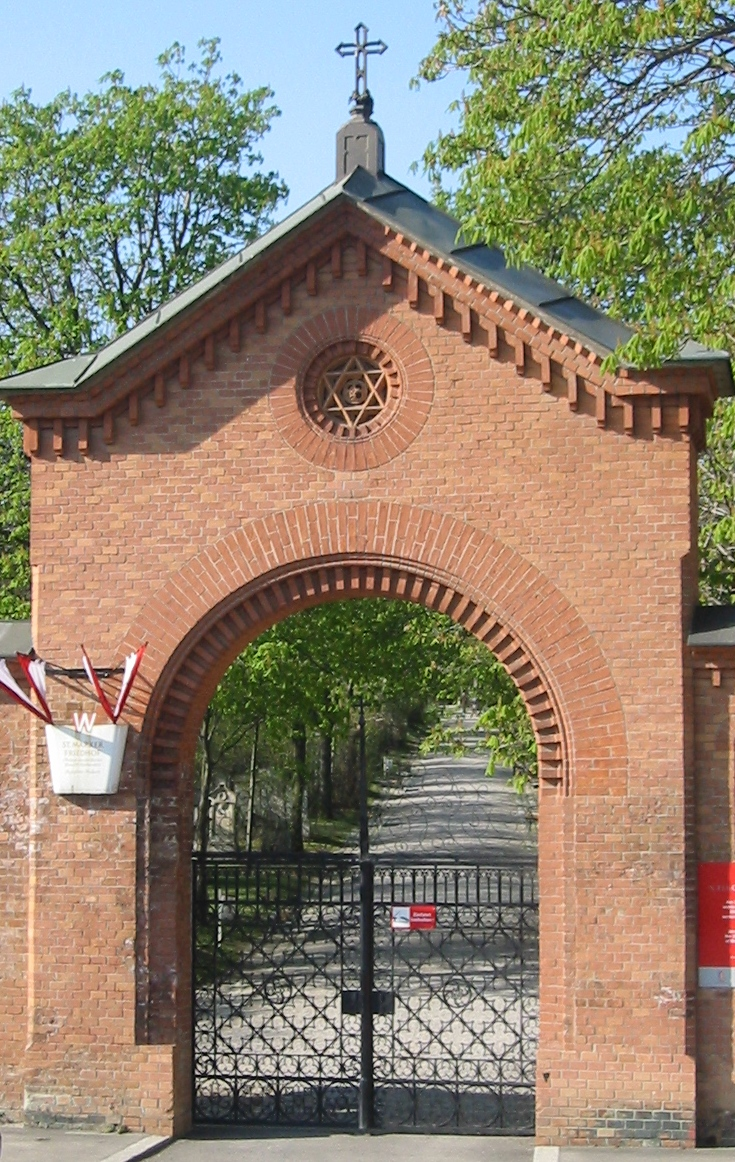
دروازه ورودی گورستان
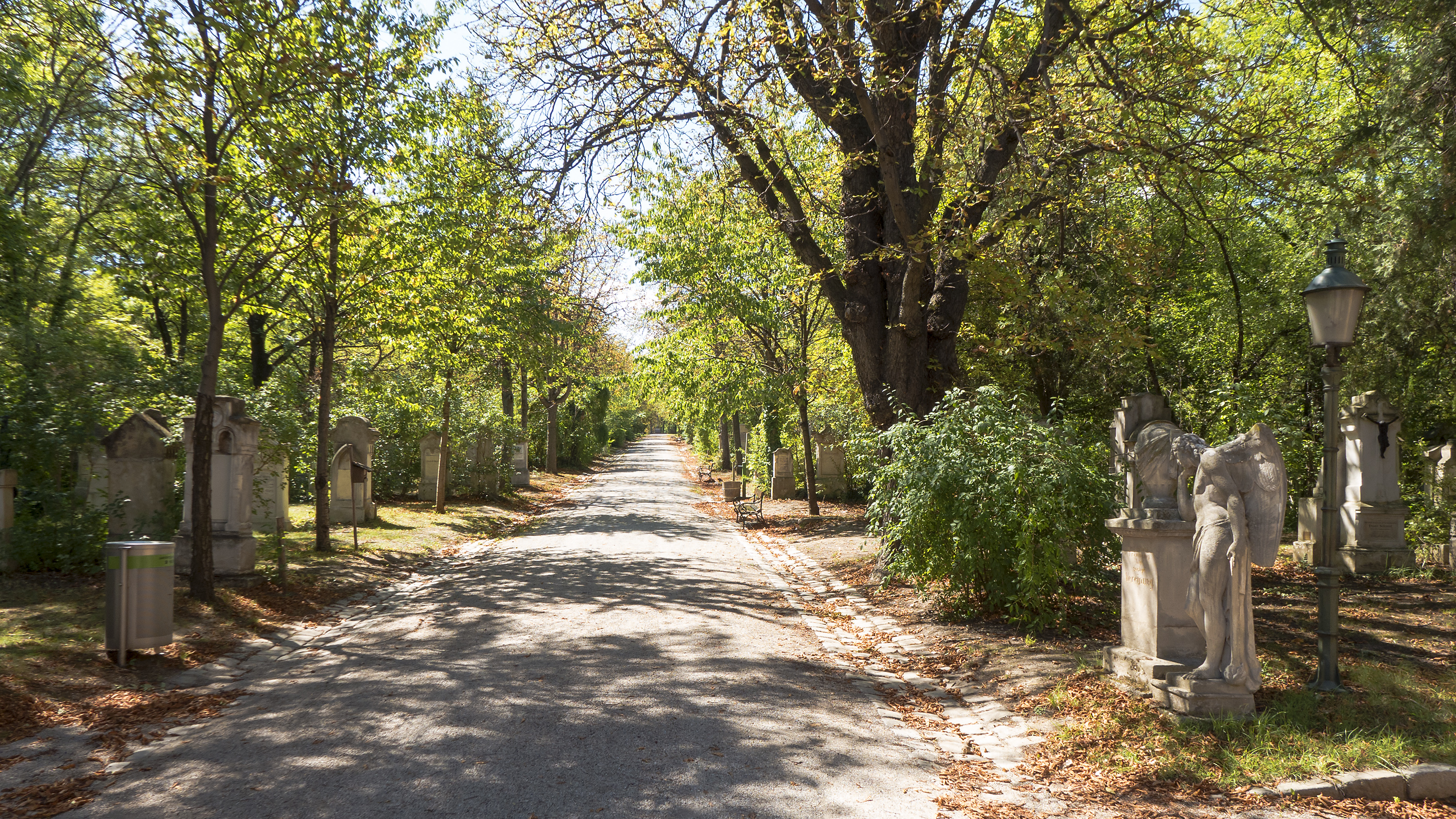
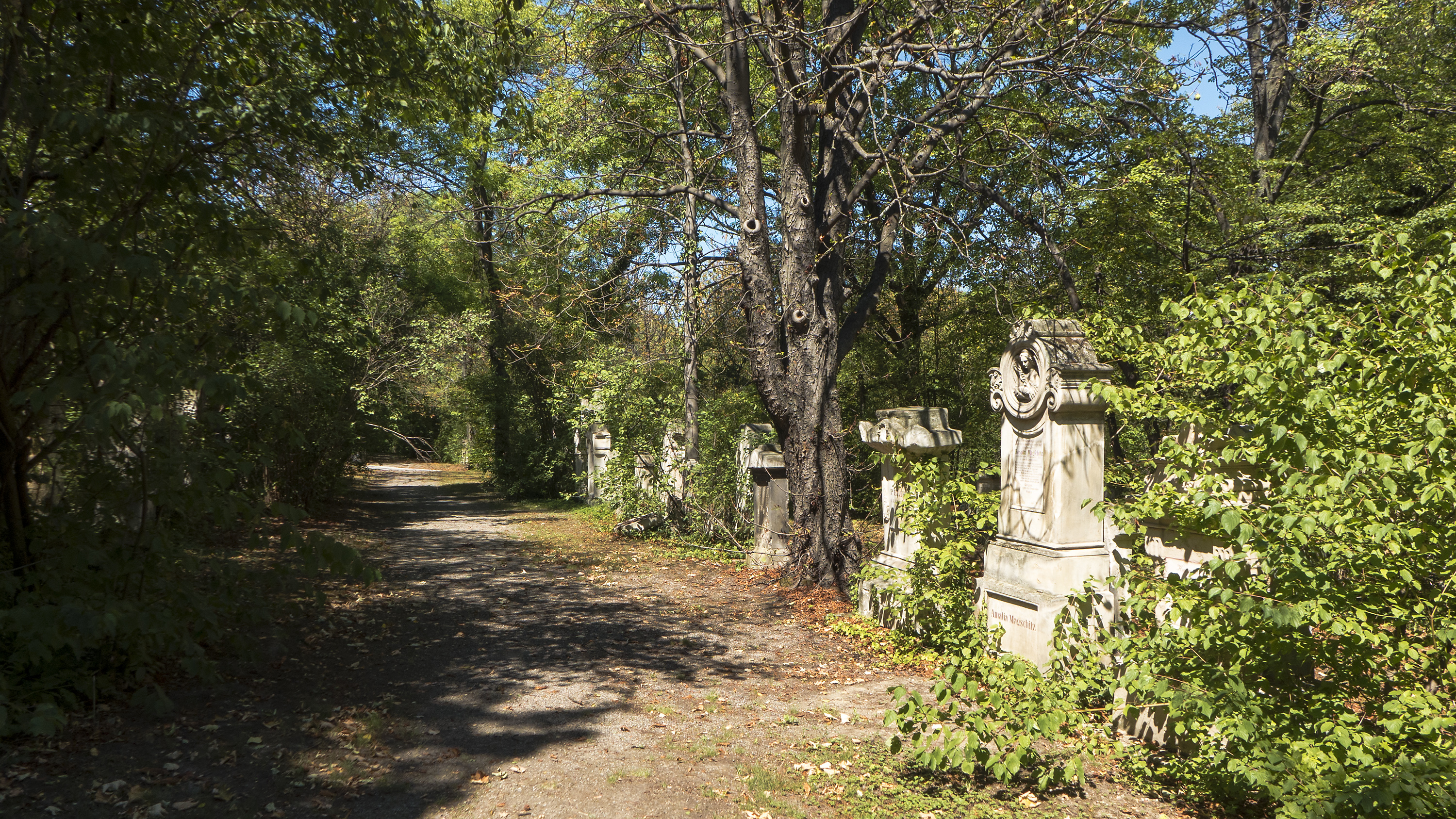
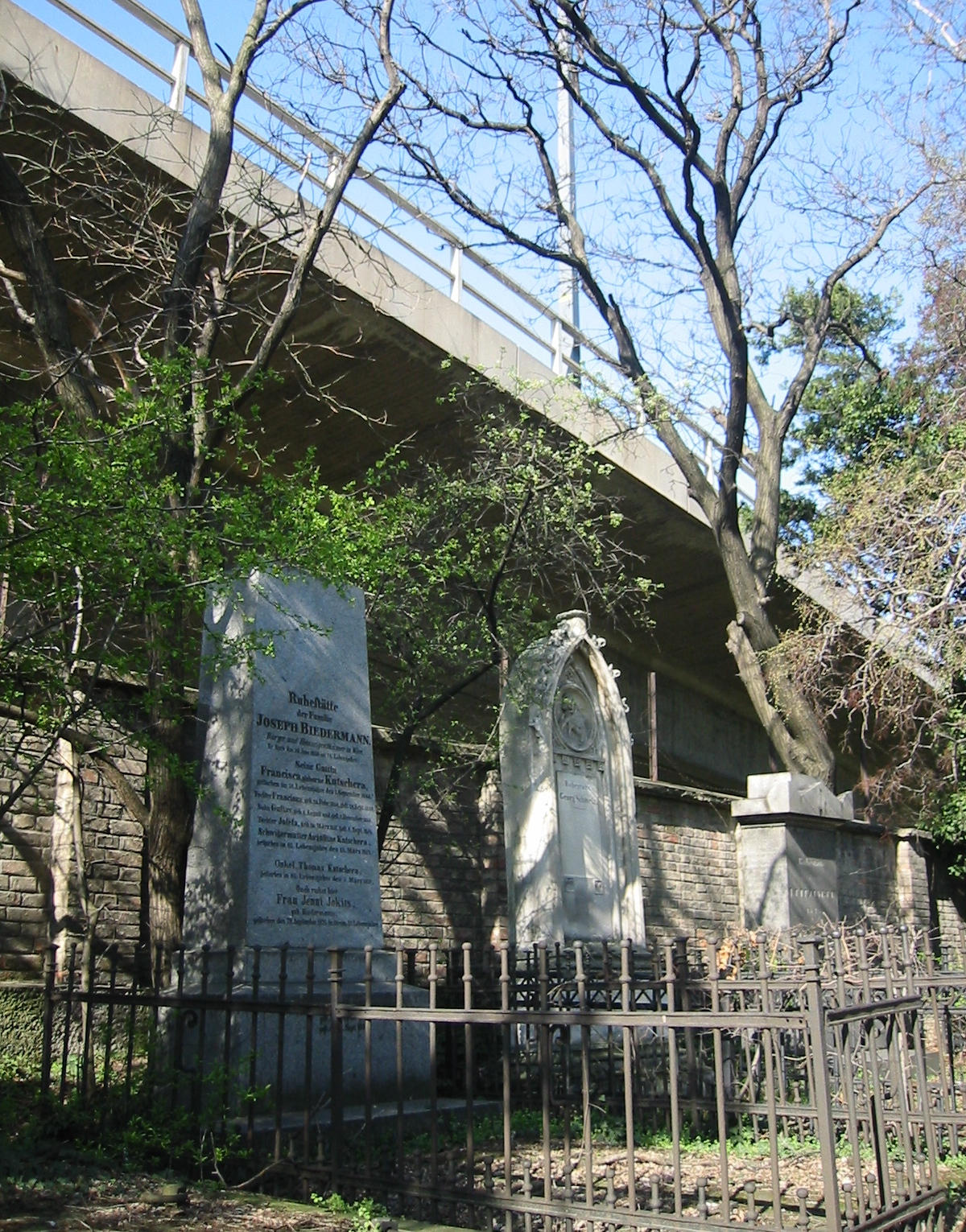
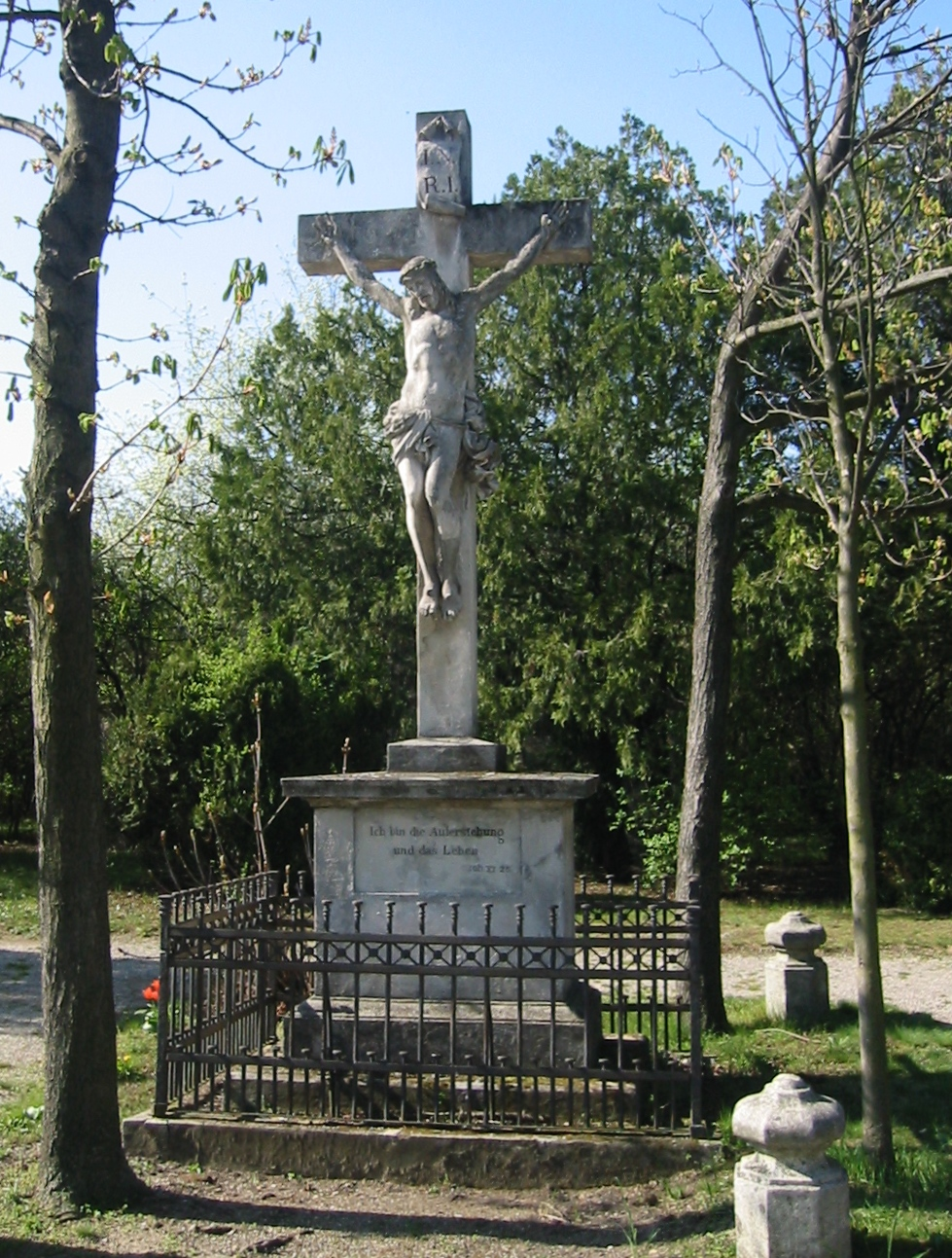